# Apărare Avansată a NATO

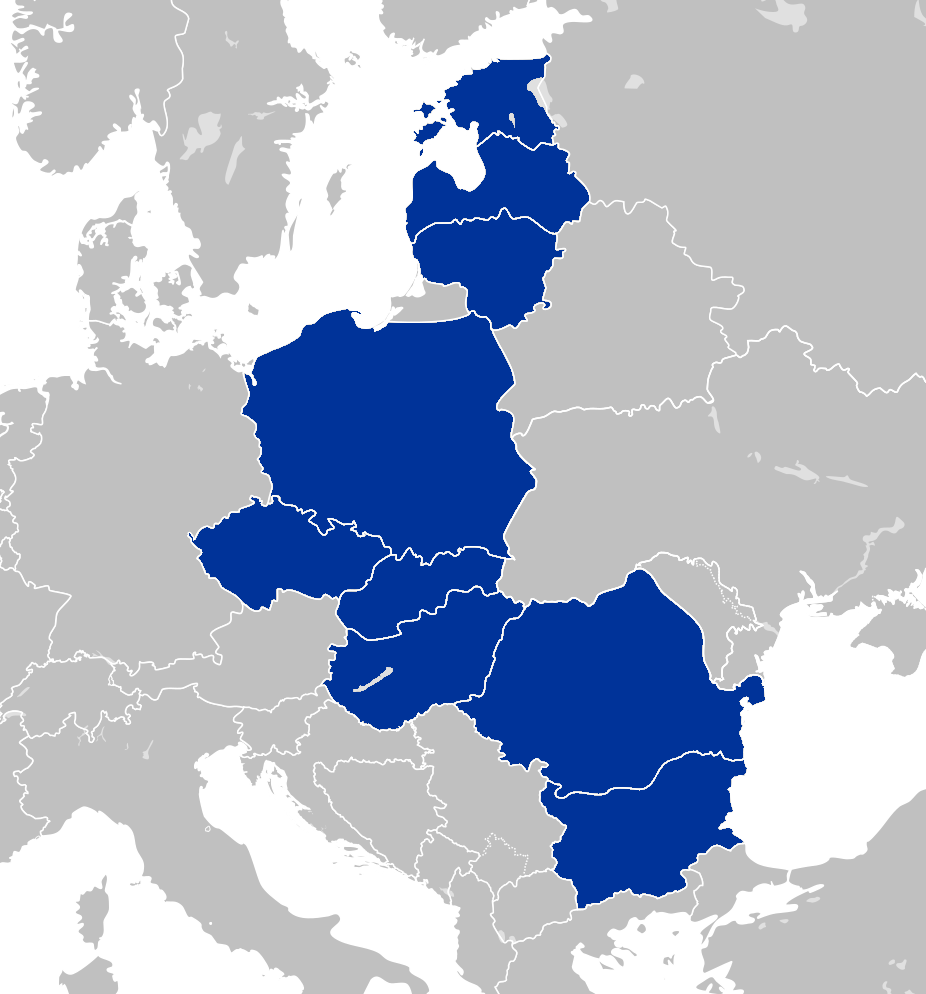
Statele Formatului B9.

Flancul Estic al NATO

Apărare Avansată a NATO (în engleză NATO Advanced Defense) reprezintă un concept care se referă la sporirea nivelului de prezență militară a Organizației Tratatului Atlanticului de Nord pe teritoriul Flancului Estic al Aliaților, peste cel asigurat de Prezența Avansată Consolidată a NATO⁠(en)[traduceți]. Conform acestui concept, este mai simplu de apărat teritoriul supus unei agresiuni militare, decât de recucerit după ce acesta a fost ocupat de către inamic și a fost supus distrugerii, de către invadator.
Suplimentarea trupelor organizației, în regiunea geografică respectivă, reprezintă un interes comun pentru statele din Formatul București (B9) și ar urma să fie o măsură preconizată de respectivele state drept eficientă, în a descuraja din punct de vedere militar Federația Rusă. Cu toate acestea, tranziția la Apărarea Avansată depinde de implementarea în prealabil a deciziilor adoptate la Summitul NATO de la Madrid din 2022⁠(en)[traduceți] și de finalizarea strategiei Statelor Unite ale Americii, referitoare la securitatea din arealul geopolitic al Mării Negre.
În opinia României, operaționalizarea acestui concept ar trebui să vizeze alături te teritoriul întregului Flanc Estic Al NATO și arealul Mării Negre.